# Непальці
Непа́льці (самоназва непалі, кхаси, парбатія «гірський», гуркхі) — індоарійський народ у Непалі та Індії.

## Територія проживання, чисельність, мова і релігія
Непальці проживають по всій території Непалу і Бутану і на північному сході Індії, переважно у штаті Сіккім. 
У Непалі непальців — понад 9 млн осіб (оцінка на поч. 1990-х рр., така ж кількість у 1988 році), в Індії — понад 2 млн осіб (1988 — 1.8 млн осіб), у Бутані — понад 400 тис. осіб. Т.ч. оціночно на поч. 1990-х рр. непальців у світі понад 11,5 млн осіб.
Непальці розмовляють мовою непалі (найпалі, кхас-кура, горкхалі, парбатія) індоарійської групи індоєвропейської сім'ї мов, що має істотне діалектне членування. Непалі є мовою міжнаціонального спілкування у Непалі. Серед непальців також частково поширена англійська. 
Писемність непалі — на основі деванагарі.
За віросповіданням переважна більшість непальців є індуїстами.

## Етнічна історія

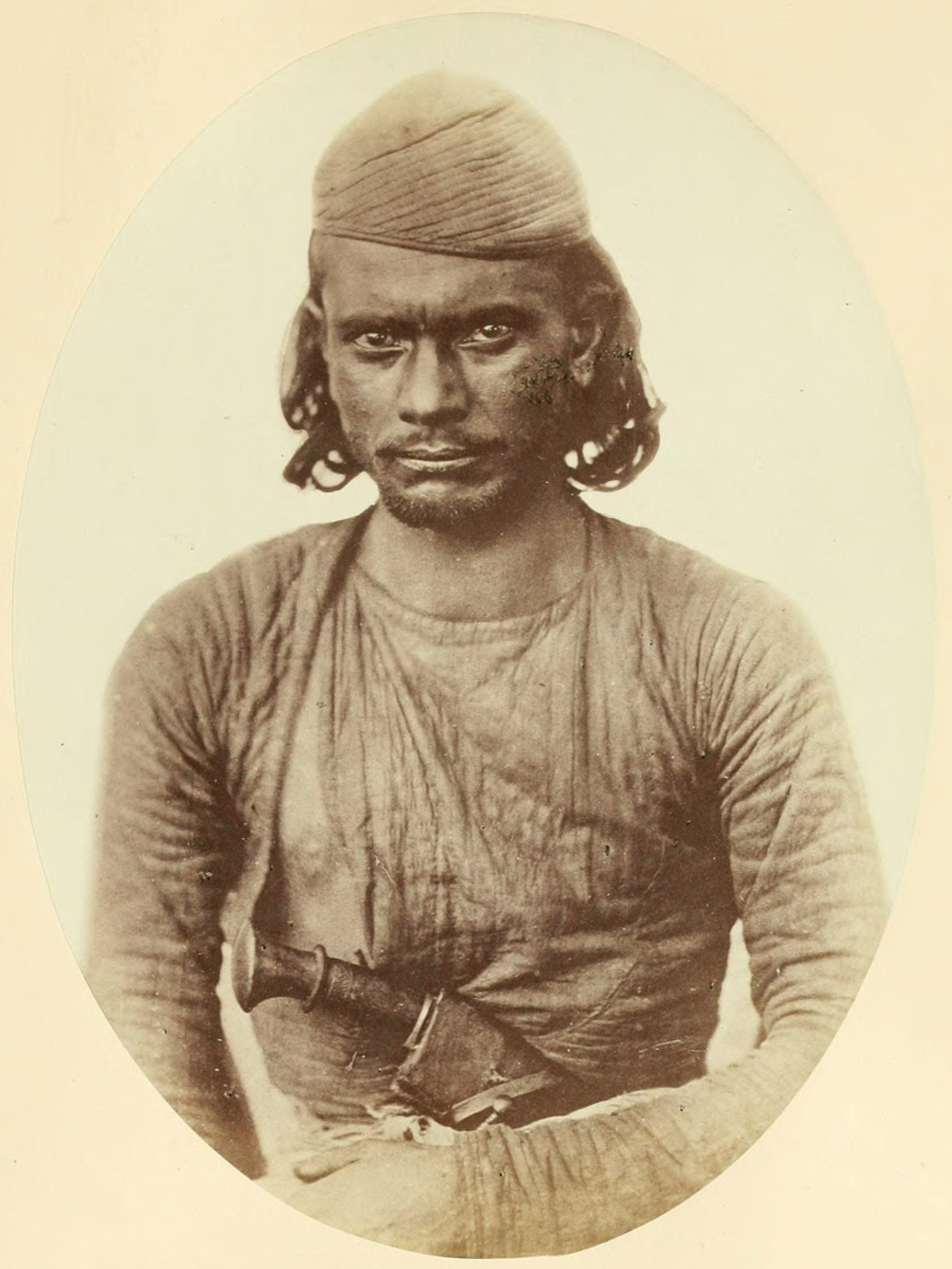
кхас male from Nepal at 1860s wearing traditional Khukuri weapon

Пращури непальців — кхас, згадуються вже в індійських джерелах 1-го тис. до н.е.. Формування кхасів пов'язане з міграціями індоарійського населення з Індії.
У період XIII — XIV ст. на основі змішання частково магарів, гурунгів та ін. племінних груп склався кхаський етнос, що став ядром формування гуркхів. Представники нижчих каст сучасних непальців, імовірно, ведуть своє походження від автохтонного місцевого населення.
З об'єднанням Непалу конфедерацією гуркхів у 2-й пол. XVIII ст. сформувався власне непальський етнос.
Процеси національної консолідації непальців посилились з сер. XX століття.

## Господарство і суспільство

Непальський ніж-талісман кхукрі

Основне заняття — поливне і богарне, рівнинне і терасне орне землеробство.
Характерне сільсько-господарське знаряддя — кхукрі, що являє собою важкий ніж з широким вигнутим лезом, що окрім побутового значення, правив також і зброєю.
Непальці розводять буйволів, зебу, кіз, птахів.
Розвинуті ремесла — ткацтво, гончарство, ковальство, золотарство.
У непальському суспільстві доволі сильно виражені кастові заборони і обмеження. Існувала система міжкастового обміну (джаджмані). Вищі касти поділяються на екзогамні патрилінійні групи (калани, готри та ін.).
Родина — велика, патріархальна. У заможних непальців відомими є випадки полігамії.

## Матеріальна і духовна культура
Традиційні поселення — розкиданого планування.
Житло — дво- і триповерхове, з обпаленої або необпаленої цегли, верхній поверх жилий, побілений вапном, має дерев'яну галерею і незасклені вікна, нижній поверх — двокамерний, включає кухню з вогнищем без димаря і господарські приміщення — майстерню, комору, хлів тощо. 
Чоловічий одяг непальців складається з двобортної, сильно приталеної сорочки (даура) з прямими довгими або короткими рукавами, стоячим коміром, боковими розрізами внизу і складною системою зав'язок, штанів (сурувал), широких у стегнах і вузьких при гомілці, довгого паска (патука), жилетки, до цього всього часто додається піджак європейського крою. За поясом, зазвичай, заткнутий ніж кхукрі. На голові — кругла або овальна шапочка (топі).
Жінки носять несшиту запашну спідницю (пхарія), вільну кофтину з прямими застібками і прямими ж довгими рукавами і маленьким відкладним коміром (чоло), пояс, численні прикраси (сережки, металічні і скляні браслети на руках і ногах, кільця, намиста), голову і плечі непалки покривають шаликом. У містах непальські жінки нерідко обирають як вбрання загальноіндійське сарі.
Традиційна їжа — варений рис з овочами і гострими приправами, хлібці з рисового, пшеничного і кукурудзяного борошна, боби, топлене масло з молока буйволиць (гхіу), коров'яче молоко і кисле молоко (дахі), з подрібненим рисом (дахі-чіура), чорний чай з молоком, фрукти. М'ясо вживали на свята і для жертвоприношень. 
У духовній культурі непальців переважають культи шиваїстських божеств, відчутним є також вплив буддизму. У непальців багатий фольклор — особливо багатий на чарівні казки і сказання, часто з введенням дидактичних сентенцій, прислів'їв тощо.